# C2H8NO4P
化学式C2H8NO4P（摩尔质量：141.06 g/mol）可以指：
- 磷酸乙醇胺，CAS号：1071-23-4
- 1-羟基-2-氨基乙膦酸，ChemSpider ID：389626

|  | 这个同类索引页列出了具有相同分子式的化学物（即同分異構體）条目。 除非您是有意链接至本页，否则应将相应条目的内部链接指向正确的条目。 |